# Cress Williams
Cress Williams (Heidelberg, 26 de julho de 1970) é um ator estadunidense mais conhecido por interpretar o assassino Wyatt em Prison Break, o prefeito Lavon Hayes em Hart of Dixie e detetive Ed Williams em Close to Home. Atualmente protagoniza a série Black Lightning.

## Vida pessoal
Williams nasceu em Heidelberg em Baden-Württemberg na Alemanha. Ele estudou no Fullerton College e no UCLA.

## Carreira
Williams fez parte de uma produção teatral em 1990 chamado Othello de William Shakespeare que foi dirigido por Tom Blank. A Los Angeles Times fez uma revisão sobre sua atuação e criticou Williams a mesma e disse que ele "fica com os olhos arregalados como Otelo, especialmente quando o ciúme começa a reinar em sua casa. Mas o retrato não ir além do óbvio e Williams tende a exagerar. Todas as suas emoções estão no exterior". Ele também atuou em outra produção no mesmo ano pela Fullerton College chamado Narizes Vermelhos que é uma comédia produzida por Peter Barnes e dirigido por Michael Fields.
Williams já apareceu em várias séries de TV desde 1994, incluindo Star Trek: Deep Space Nine, Beverly Hills, 90210, NYPD Blue, Lois & Clark: The New Adventures of Superman, JAG, Living Single, Nash Bridges, Providence, Law & Order: Special Victims Unit, Veronica Mars, The West Wing, Close to Home, ER e Grey's Anatomy.

## Filmografia
| Filmes e Televisão | Filmes e Televisão                               | Filmes e Televisão            | Filmes e Televisão                                                 |
| Ano                | Titulo                                           | Personagens                   | Notas                                                              |
| ------------------ | ------------------------------------------------ | ----------------------------- | ------------------------------------------------------------------ |
| 1993-1994          | Beverly Hills, 90210                             | D'Shawn Hardell               | 13 Episódios                                                       |
| 1993-1998          | Living Single                                    | Terrence 'Scooter' Williams   | 10 Episódios                                                       |
| 1994               | Hardball                                         | 'Spotlight' Davis             | Episódio: See Spot Rum                                             |
| 1994               | Star Trek: Deep Space Nine                       | Talak'talan                   | Episódio: The Jem'Hadar                                            |
| 1995               | The Watcher                                      |                               | Episódio: Resurrection/Niles and Bob/Harry Stenz                   |
| 1995               | If Not for You                                   | Ahmed                         | Episódio: Snap!                                                    |
| 1995               | The Doom Generation                              | Peanut                        |                                                                    |
| 1995               | NYPD Blue                                        | Silky                         | Episódio: A Murder with Teeth in It Episódio: One Big Happy Family |
| 1996               | The New Adventures of Superman                   | Baron Sunday                  | Episódio: Never on Sunday                                          |
| 1996               | JAG                                              | Captain Overton               | Episódio: The Brotherhood                                          |
| 1996               | 2 Days in the Valley                             | Golfer                        |                                                                    |
| 1996               | Rolling Thunder                                  | 'Grey' Toussaint              | Filme de TV                                                        |
| 1996               | Rebound: The Legend of Earl "The Goat" Manigault | Kimbrough                     | Filme de TV                                                        |
| 1997               | Home Invasion                                    | Freemont                      | Filme de TV                                                        |
| 1997               | L.A. Johns                                       | Bill Allen                    | Filme de Tv                                                        |
| 1997               | Leaving L.A.                                     | Dudley Adams                  | 6 Episódios                                                        |
| 1997               | Pants on Fire                                    | Dream Guy                     | Curta-metragem                                                     |
| 1998               | Fallen                                           | Detective Joe                 |                                                                    |
| 1998               | Creature                                         | Tall Man                      | Filme de TV                                                        |
| 1998               | Buddy Faro                                       | Jaleel Jermaine               | Episódio: Ain't That a Kick in the Head                            |
| 1998-2008          | ER                                               | Officer Reggie Moore          | 14 Episódios                                                       |
| 1999               | Never Been Kissed                                | George                        |                                                                    |
| 1999               | The Dogwalker                                    | K.C.                          |                                                                    |
| 1999               | Becker                                           | Chris Davis                   | Episódio: Blind Curve                                              |
| 2000               | Sports Night                                     | Steve Sarris                  | Episódio: Dana Get Your Gun                                        |
| 2000               | G vs E                                           | Virgil Grissom                | Episódio: Underworld                                               |
| 2000               | Masquerade                                       |                               | Filme de TV                                                        |
| 2000-2001          | Nash Bridges                                     | Inspector Antwon Babcock      | 22 Episódios                                                       |
| 2001               | Pursuit of Happiness                             | Ace                           |                                                                    |
| 2001               | Philly                                           | Calvin Burney                 | Episódio: Loving Sons                                              |
| 2001-2002          | Providence                                       | Dr. Sam Magala                | 8 Episódios                                                        |
| 2002               | Couples                                          | Marcus                        | Filme de TV                                                        |
| 2002               | Presidio Med                                     | Richard Clayton               | Episódio: This Baby's Gonna Fly                                    |
| 2002               | The District                                     | Dr. Carson                    | Episódio: Drug Money                                               |
| 2003               | Touched by an Angel                              | Riley                         | Episódio: And a Nightingale Sang                                   |
| 2003               | Watching Ellie                                   | Dexter                        | Episódio: Buskers                                                  |
| 2003               | The Lyon's Den                                   | Eddie                         | Episódio: Beach House                                              |
| 2004               | Law & Order: Special Victims Unit                | Sam Dufoy                     | Episódio: Careless                                                 |
| 2004               | Little Black Book                                | Phil                          |                                                                    |
| 2004               | House MD                                         | Hospital Attorney             | Episódio: Maternity                                                |
| 2005-2006          | Veronica Mars                                    | Nathan Woods                  | 4 Episódios                                                        |
| 2005-2006          | The West Wing                                    | Lester                        | Episódio: Undecideds Episódio: Election Day                        |
| 2006               | Haskett's Chance                                 | Hudson Chanticleer            |                                                                    |
| 2006-2007          | Close to Home                                    | Ed Williams                   | 20 Episódios                                                       |
| 2006-2008          | Grey's Anatomy                                   | Tucker Jones                  | 7 Episódios                                                        |
| 2008               | Ball Don't Lie                                   | Dante                         |                                                                    |
| 2008               | Prison Break                                     | Wyatt                         | 9 Episódios                                                        |
| 2009               | Cold Case                                        | Jimmy Clarke                  | Episódio: Jurisprudence                                            |
| 2010-2011          | Friday Night Lights                              | Ornette Howard                | 10 episodes                                                        |
| 2011               | Hawthorne                                        |                               | Episódio: Price of Admission Episódio: A Shot in the Dark          |
| 2011-2015          | Hart of Dixie                                    | Lavon Hayes                   | Protagonista/ Antagonista                                          |
| 2015               | Code Black                                       | Cole Guthrie                  | 6 episódios                                                        |
| 2016               | Low Riders                                       | Detective Stallworth          |                                                                    |
| 2017               | Doubt                                            | A.D.A. Gates                  | Episódio: "To See, To Tell"                                        |
| 2018-2021          | Black Lightning                                  | Jefferson Pierce / Raio Negro | Protagonista                                                       |